# Bains des Pâquis

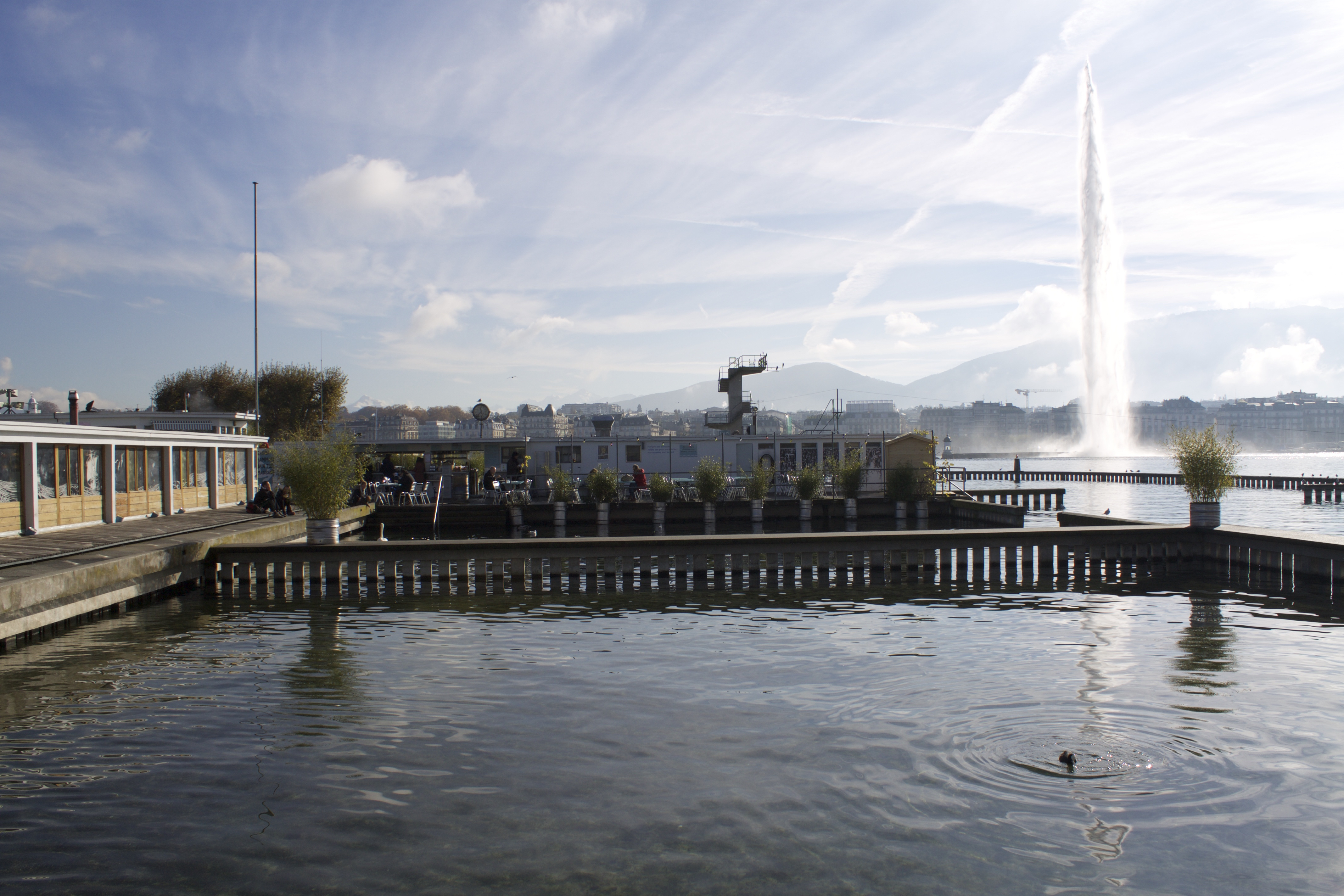
Teilansicht der Bäder

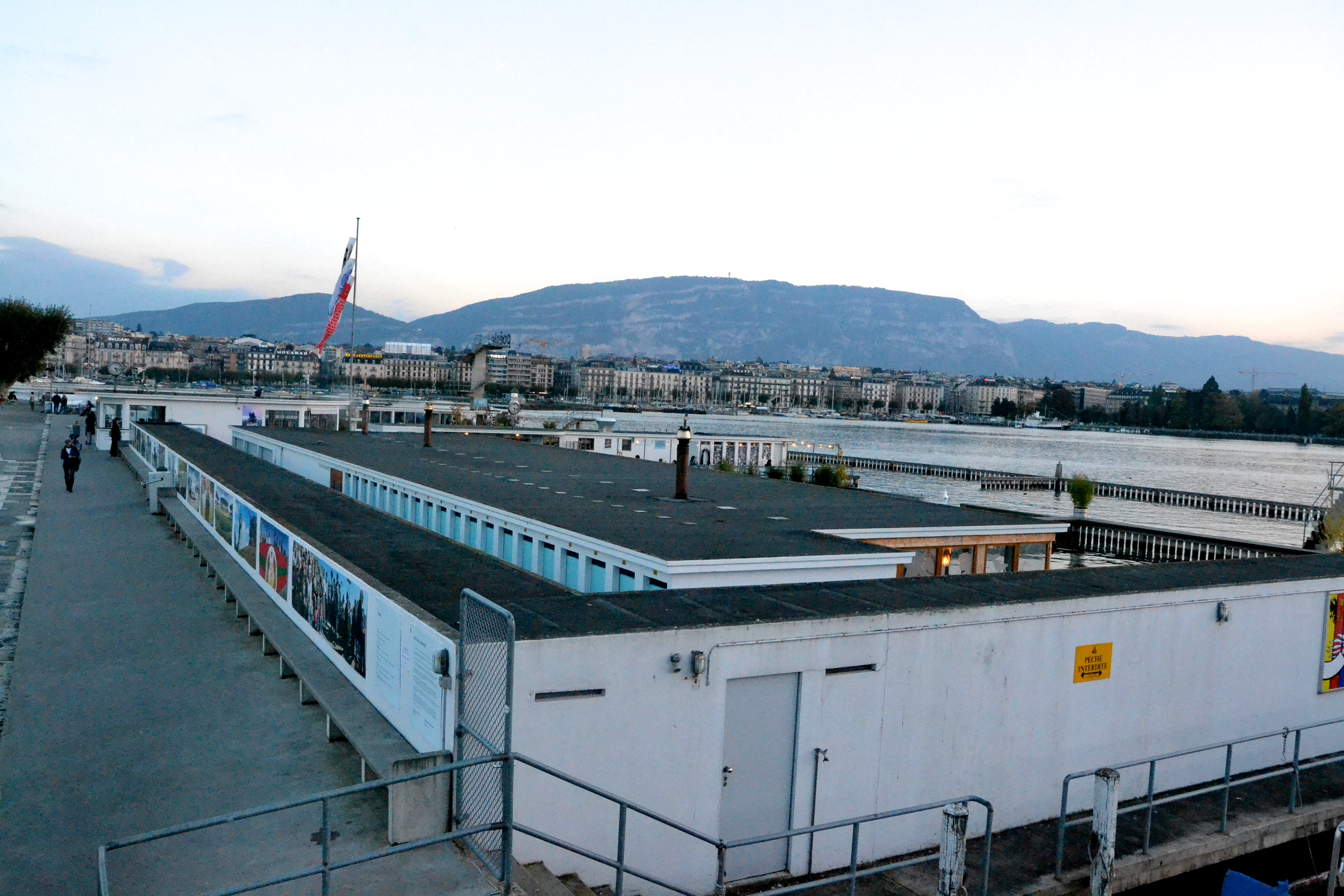
Gesamtansicht der Bäder

Die Bains des Pâquis sind eine öffentliche Badeanstalt und ein Baudenkmal am Ufer des Genfersees. Benannt sind sie nach dem Stadtteil Les Pâquis in Genf. Eine Vereinigung der Benutzer, die «Association des usagers de Bains des Pâquis» (AUBP) setzt sich für den Erhalt der Anlage ein.

## Geschichte
Die ersten Bäder wurden 1872 aus Holz zwischen der 1857 errichteten Mole des Hafens und dem Pâquis-Ufer an der Genfer Bucht erbaut und 1890 zu städtischen Bädern erklärt. An Sonn- und Feiertagen gab es freien Eintritt; einige Stunden waren ausschliesslich Frauen vorbehalten. Am Ende der Mole wurde 1893/94 das alte Molenfeuer abgetragen und durch den Leuchtturm «Phare des Pâquis» ersetzt. 1931 wurden die «bains Henri» – Henri-Bäder nach dem Namen ihres damaligen Besitzers – abgerissen und im folgenden Jahr im Bauhausstil in Stahlbeton und Glas neu errichtet. Planer waren der Ingenieur Louis Arnichard und der Architekt Henry Roche.
Wegen fortschreitender Bewehrungskorrosion sollten die Bäder Ende der 1980er Jahre umfassend saniert und modern wiederaufgebaut werden. Benutzer und Anwohner starteten daraufhin eine Protestkampagne und gründeten im Februar 1987 einen Verein, die AUBP. Bei einem Referendum, das am 25. September 1988 abgehalten wurde, lehnten 72 Prozent der Wähler das vorgeschlagene Projekt ab. Der Verein führte eigene Schadensuntersuchungen durch und liess ein Gegengutachten erstellen. Das Ergebnis war, dass die beschädigten Stützpfeiler einzeln repariert werden konnten.
Die AUBP finanzierte das Sanierungsprojekt mit Unterstützung von Künstlern, Musikern und Designern über Events und Veranstaltungen in den Bädern. Im Zuge von Restaurierungsarbeiten in den Jahren 1991 bis 1995 ging die Verwaltung der Anlage an die AUBP über. Diese entschloss sich, das Bad ganzjährig zu öffnen. Der Verein schuf Bewirtungsmöglichkeiten bis in die Abendstunden. Es gibt eine Sauna, ein türkisches Bad, ein Hammam und Massagekabinen. Etwa 15 unabhängige und diplomierte Masseure vom Verein «Mains des Bains» (Hände der Bäder) bieten seit 1994 Massagen an. Insgesamt schuf die AUBP bis 2017 etwa 15 ganzjährige Arbeitsplätze und 25 in der Sommersaison. Es werden auch weiterhin kulturelle Aktivitäten wie Festivals, Konzerte und Ausstellungen veranstaltet. Der Verein ist Herausgeber einer kostenlosen Zeitung.
Die Bains des Pâquis sind in das Schweizerischen Inventar der Kulturgüter von regionaler Bedeutung (Kategorie B) eingetragen.